# Pécsudvard
Pécsudvard is een plaats (község) en gemeente in het Hongaarse comitaat Baranya. Pécsudvard telt 644 inwoners (2001).